# Zwächten
Zwächten – szczyt w Alpach Berneńskich, części Alp Zachodnich. Leży w Szwajcarii w kantonie Uri. Należy do pasma Alp Urneńskich. Można go zdobyć ze schroniska Kröntenhütte (1903 m) lub Sewenhütte (2150 m).